# Isochariesthes fuscocaudata
Isochariesthes fuscocaudata là một loài bọ cánh cứng trong họ Cerambycidae.